# Cestrum auriculatum
Cestrum auriculatum, hierba hedionda del Perú o hierba santa del Perú,  es una especie de la familia de las solanáceas.

## Descripción
Es un arbusto perenne de hasta 2,5 m de altura, silvestre. Tallo delgado y ramificado desde la base. Hojas alternas, simples, lanceoladas y de ápice agudo. Flores amarillas y tubulares, reunidas en panículas. Fruto en forma de bayas ovoides, violáceo-negruzco, en racimos. Semillas negras, reticuladas.

## Distribución
Se desarrolla de manera silvestre o cultivada en la costa, sierra y amazonía del Perú, junto a los canales de riego entre 200 y 3400 m s.n.m.

## Taxonomía
Cestrum auriculatum fue descrita por Charles Louis L'Héritier de Brutelle y publicado en Stirpes Novae aut Minus Cognitae 1: 71, t. 35 en 1788.
Etimología
Cestrum: nombre genérico que deriva del griego kestron = "punto, picadura, buril", nombre utilizado por Dioscórides para algún miembro de la familia de la menta.
auriculatum: epíteto latino que significa "con orejas".
Sinonimia
- Cestrum affine Pers.
- Cestrum bonariense Dunal
- Cestrum diurnum Dombey ex Dunal
- Cestrum foetidum Salisb.
- Cestrum hediunda Lam.
- Cestrum hediunda Matr. ex Dunal
- Cestrum hediundinum Dunal
- Cestrum lasianthum Dunal
- Cestrum leptanthum Dunal
- Cestrum leptanthum var. majus Dunal
- Cestrum leptanthum var. micranthum Dunal
- Cestrum lucidum Pav. ex Dunal
- Cestrum serratum Dunal[7]

## Importancia económica y cultural

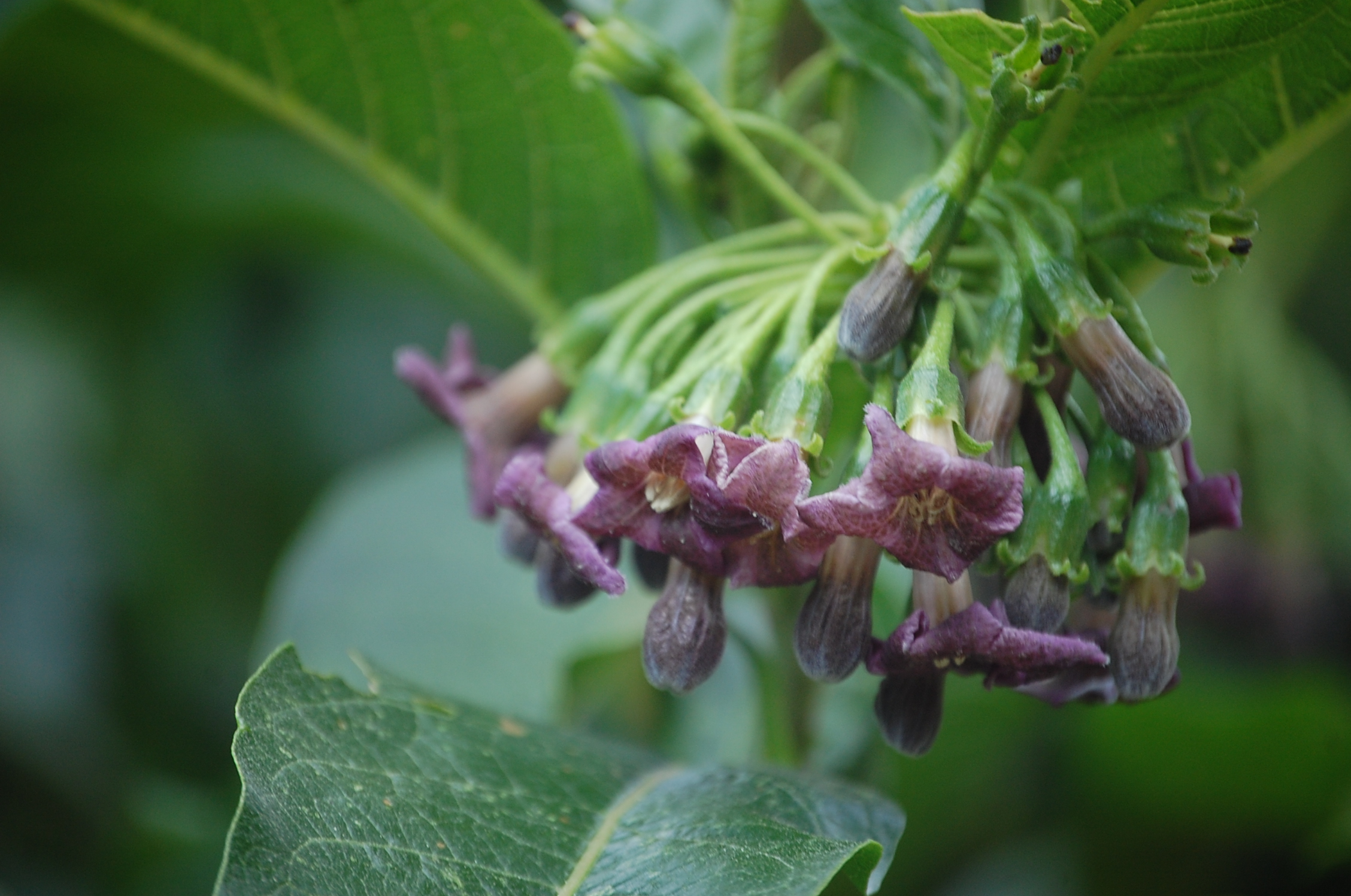
Racimo de flores de hierba santa en el distrito de Chavín de Huántar, Perú

### Usos en la medicina tradicional
La hierba santa se utiliza desde la medicinal tradicional para tratar el reumatismo, fiebre, cólicos, resfríos, sarampión, heridas de la piel, diarrea, bronwuitis, insomnio y otitis. Además actúa contra el salpullido de bebés, hemorroides, estomatitis, dispepsia, caspa, inflamaciones bucofaríngeas, y sirve como emenagogo, astringente, sudorífico, vulnerario, sedante, analgésico muscular, depurativo y digestivo.

### Farmacología
Se han identificado alcaloides indólicos y compuestos fenólicos. También flavonoides (rutina), ácido ursólico, nicotiflorina y glucósido del β-sitosterol. entre otros. Estudios del 2009 en Japón mostraron efectos analgésicos in vivo y antiinflamatorios in vitro en roedores.

### Vestido
Es una planta cuyo fruto es usado como tinte en la confección de diferentes tejidos por la gente del ande.

## Nombres comunes
- Hierba Santa, hierba hedionda, eckuack, chamo, tundio[12]